# East Oliver, Bắc Dakota
East Oliver là một lãnh thổ chưa tổ chức thuộc quận Oliver, tiểu bang Bắc Dakota, Hoa Kỳ. Năm 2010, dân số của nơi này là 876 người.